# Butte, Nebraska
Butte är administrativ huvudort i Boyd County i Nebraska. Enligt 2020 års folkräkning hade Butte 286 invånare.